# Dossenheim-sur-Zinsel
Dossenheim-sur-Zinsel es una localidad y comuna francesa, situada en el departamento de Bajo Rin en la región de Alsacia. La comuna forma parte del Parque natural de la región de los Vosgos del Norte.
- Datos: Q21241
- Multimedia: Dossenheim-sur-Zinsel / Q21241

1. ↑  Worldpostalcodes.org, código postal n.º 67330.
2. ↑  INSEE, Datos de población para el año 2012 de Dossenheim-sur-Zinsel (en francés).